# 핀란드 노동조합중앙동맹
핀란드 노동조합중앙동맹(핀란드어: Suomen Ammattiyhdistysten Keskusliitto; SAK 수오멘 암마티위흐디스튀스텐 케스쿠슬리토[*])는 핀란드의 노총이었다. 1930년에서 1969년 사이에 존재했다. 핀란드 노동조합연맹(SAJ)의 후신이고 핀란드 노동조합중앙기구(SAK)의 전신이다.